# Albert Mertés

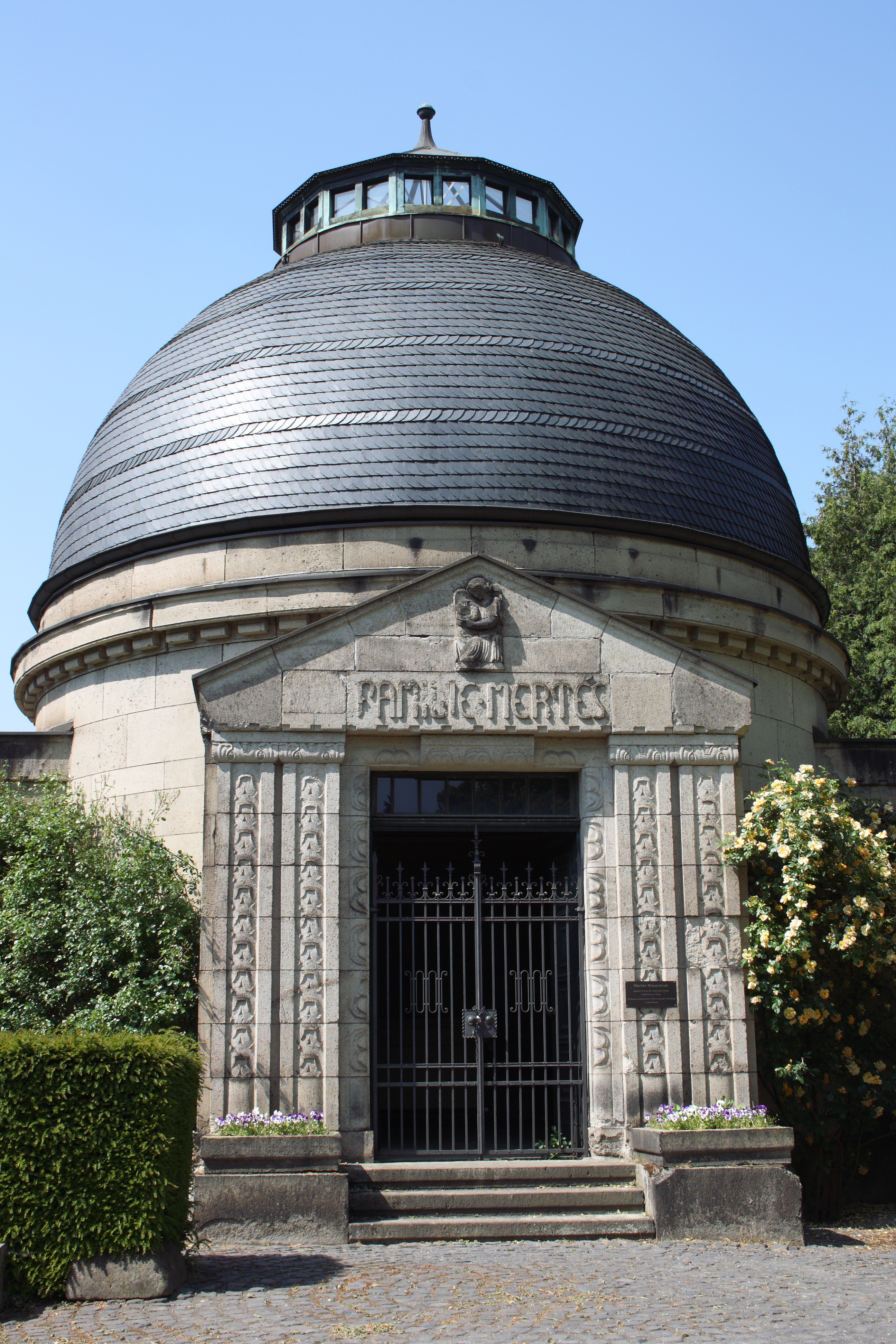
Das Mausoleum der Familie Mertés in Bad Breisig

Albert Mertés (* 2. April 1853 in Köln; † 28. Mai 1924 in Berlin) war ein deutscher Hutfabrikant, der Bekanntheit erlangte, weil er gegen den Eintrag seines Namens in Düsseldorfer und Kölner „Rosa Listen“ von „homosexuell Verdächtigen“ vorging.

## Biographie
Albert Mertés war ein wohlhabender Geschäftsmann, der eine Hutfabrikation mit mehreren Geschäften betrieb, unter anderem in der Kölner Schildergasse und der Hohe Straße. 1881 war er unter dem Motto Musik aus allen Ländern Prinz im Kölner Dreigestirn. Verheiratet war er mit Hermine Habig aus Wien, deren Vater seinerseits Hutfabrikant war. Das Ehepaar hatte eine Tochter, Mimi, und mindestens einen Sohn. Später ließ sich Mertés in Berlin am Kurfürstendamm nieder.
1896 wurden in einer Kölner Kaserne im Spind eines Soldaten 100 Mark – eine damals große Summe – gefunden; er gab an, er habe das Geld von einem Mann bekommen, „zu dem er unlautere Beziehungen unterhalten habe“. Mertés geriet in Verdacht, dieser Mann zu sein, weil er in der Nähe der Kaserne Soldaten angesprochen hatte und die Beschreibung auf ihn zutraf. Er wurde wegen Verstoßes gegen § 175 Strafgesetzbuch festgenommen. Nach einer Gegenüberstellung wurde er wieder freigelassen, doch der Vorfall geriet an die Öffentlichkeit. Mertés lud eine der Personen, die die Gerüchte verbreitet hatten, vor den Schiedsmann, und diese musste 100 Mark Strafe für einen guten Zweck zahlen.
Im Dezember 1901 wurde Mertés wegen auffälligen Verhaltens auf einer Männertoilette erneut verhaftet, das Verfahren jedoch eingestellt. Höchstwahrscheinlich führte dieser Vorfall dazu, dass er in die Liste der „homosexuell Verdächtigen“ eingetragen wurde, da die Kölner Kriminalpolizei feststellte, „daß Mertés in den Kreisen homosexueller Personen als Genosse bezeichnet wird“. 1909 kam es zu erneuten Verdächtigungen gegen Mertés im Zusammenhang mit Ermittlungen gegen Oberleutnant Albrecht von Trotha, der mit ihm „unsittliche Beziehungen“ gehabt haben sollte. Der für die Berliner Homosexuellen-Szene zuständige Kriminalkommissar Hans von Tresckow erhielt aus Köln die Auskunft, dass Mertés „homosexuell verdächtig [...] sei, dass jedoch besondere Tatsachen gegen ihn nicht vorlägen“. Zwei Jahre später wurde von Berlin aus erneut in Köln nachgefragt, und es gab die Information, dass Mertés in der Liste der „homosexuell Verdächtigen“ eingetragen sei. Aus Düsseldorf wurde zudem mitgeteilt, der „Hutkönig“ – Spitzname von Mertés – pflege regen Umgang mit Ulanen, strafbare Handlungen seien ihm jedoch nicht nachzuweisen.
Als Mertés im Prozess gegen von Trotha als Zeuge befragt wurde, erfuhr er von den Eintragungen seiner Person in der Kölner sowie der Düsseldorfer Liste. In Düsseldorf konnte er die Löschung erreichen, in Köln jedoch nicht. 1914 wurde sein Name erneut öffentlich genannt, weil ein Polizist in einem Prozess gegen den Journalisten Wilhelm Sollmann den Verdacht aussprach, Mertés habe einen früheren Polizeibeamten bestochen. Mertès wollte nun „seine öffentlich bloßgestellte Ehre“ verteidigen und wandte sich durch seine Anwälte direkt an den preußischen Innenminister Hans von Dallwitz, um die Löschung seines Namens aus den Listen zu erreichen. Der Innenminister entschied gegen seine eigene Überzeugung und die des Kölner Polizeipräsidenten „aus Billigkeitsgründen“, dass Mertés nicht mehr als „homosexuell verdächtig“ behandelt werden solle.
Während des Ersten Weltkriegs änderte Mertés die französische Schreibweise seines Namens und ließ den Akzent streichen. Er hatte einen Sommersitz in Bad Breisig, wo er sich nach dem Krieg stark sozial engagierte. Der Verdacht, er könne homosexuell sein, war dort nicht bekannt. 1921 wurde er zum Ehrenbürger von Bad Breisig ernannt. 1911/12 ließ er für seine früh verstorbene Tochter Mimi auf dem dortigen Friedhof ein Mausoleum errichten, in dem auch er selbst und ein Enkel von ihm bestattet wurden und das heute unter Denkmalschutz steht; seine Frau wurde in Wien beerdigt. Auch eine Straße wurde nach ihm benannt.
Mertes’ Sohn Albert Peter wurde in den 1930er Jahren mehrfach wegen Verstoßes gegen § 175 verhaftet. 1941 wurde er in das KZ Sachsenhausen überführt, wo er am 20. Februar 1942 unter ungeklärten Umständen ums Leben kam.